# Ramon Miquel i Planas
Ramon Miquel i Planas (Barcelona, 7 d'agost de 1874 - 26 de juliol de 1950) fou un bibliòfil per antonomàsia, la vida del qual estigué dedicada exclusivament al llibre en totes les seves manifestacions: editor, traductor, empresari, assagista, investigador, escriptor, poeta, bibliògraf, historiador de la llengua i la literatura catalanes i un llarg etcètera. Fill de Josep Miquel i Rius natural de Sant Pere de Riudebitlles i de Margarida Planas i Ramonich natural de Salàs de Pallars fundadors de l'empresa MiquelRius. Es va casar amb Antònia Solà i Ballester.
Seguint els passos de Marià Aguiló i Fuster o Fèlix Torres Amat, intentà crear un corpus definitiu de la literatura catalana amb la publicació de la seva “Biblioteca catalana”. La va començar el 1908 i l'acabà el 1932, amb un total de 32 volums. Simultàniament anà publicant la col·lecció anomenada Històries d'altre temps, on es recullen novel·les i textos antics catalans.
Una de les seves millors obres és Bibliofília. Recull d'estudis, observacions, comentaris y noticies sobre llibres en general y sobre qüestions de llengua y literatura catalanes en particular. Imp. Fidel Giró. Barcelona,1911 -1914 i 1915-1920. 28 cm. 2 vol.: (I) 2 f. Profus. il·lustr. amb gravats i facsímils b/n i color, en el text. Enq. original en mitja pell, plans en tela amb ferros secs, talls jaspiats.

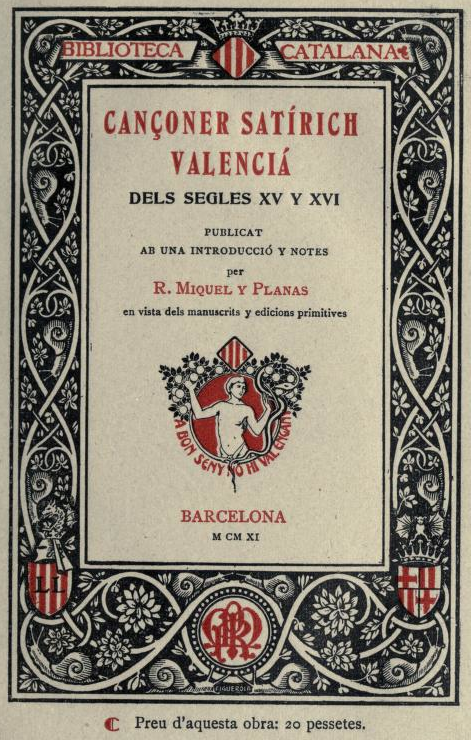
Cançoner satírich valenciá dels segles XV i XVI, Miquel i Planas, Ramon (1911)

Aquest llibre és un recull de quaderns publicats sense periodicitat per Ramon Miquel i Planas. Formen dos volums: el primer comprèn els quaderns apareguts entre el 1911 i el 1914, i el segon entre el 1915 i el 1920. Les matèries tractades versen principalment sobre bibliografia, antics texts catalans, temes lingüístics i matèries relacionades amb el llibre: il·lustració, relligadura, ex-libris, etc. Fou il·lustrada amb nombrosíssims facsímils, i té un valor considerable com a recull de materials.
Antoni Palau i Dulcet, en la seva obra Manual del librero hispano-americano'': bibliografía general española e hispano-americana desde la invención de la imprenta hasta nuestros tiempos, con el valor comercial de los impresos descritos, 2ª ed. corregida, Barcelona, Librería Palau, 1948-1977; 28 vols., diu d'aquesta obra: “Publicació esplèndida, i sense disputa la més notable en aquest gènere sortida de les premses catalanes. El tom primer comprèn els textos antics i inèdits de “Escachs d'amor”, per Castellví, Vinyoles i Fenollar; i “Llibre de Fra Bernat”, per Francesch dela Via. El tom segon, “Canoner devot”, per Miguel Ortigues; “Vida de Santa Magdalena en cobles”, per Gaçull; i “Ordinacions de la Confraria dels honrats Canyarins”, romanç satíric del segle xvi. Conté, a més, entre altres estudis originals de l'autor unes cartes que no es van publicar per separat, la versió catalana dels estudis sobre enquadernació mudèjar i catalana, sobre la “Gramàtica de Mates”, les “Confidències i Pensaments de Joan Bonhome” i la “Novel·la d'un Bibliòfil”, aquesta amb el títol de la seva forma original, o sigui, “Diàlechs”.
I en el llibre Col·leccions privades, llibres singulars, els editors diuen: “ D'una inestimable font bibliogràfica, la revista es completa amb moltes reproduccions facsímils d'obres de literatura catalana,retrats gravats al boix de Brangulí i Ribas dels escriptors catalans més importants, reproduccions d'ex-libris, enquadernacions, marques d'impressors, etc”.
Entre els anys 1903 i 1906 va ser un destacable col·laborador de la Revista Ibérica de exlibris.
S'oposà a la imposició de la gramàtica i ortografia del català modern de Pompeu Fabra, qui va qualificar de "Gran Mogol Filològich", "dictador en materies lingüístiques a Catalunya" i "malehit reventador de llengües". L'any 1918 arribà a dir que «may Catalunya no havía estat víctima d'una tiranía tan odiosa com la que avuy exercexen els nostres gramatícols posats al servey d'En Fabra».
El 1939 va escriure i editar Sonata en tres tiempos. Tanda de sonetos catalanes y traducción castellana en prosa. Imp. Altés, Barcelona,1939. Amb il·lustracions bicromes xilogràfiques  fetes per Ollé i Pinell. Aquest llibre:” és l'únic publicat en català no clandestí dels primers temps del franquisme. Malgrat no ser clandestí era alegal, ja que s'escapà de la censura que, malgrat no tenir cap decret ni disposició que prohibís específicament publicar en català – almenys que sapiguem-, de facto, no ho permetia”.

## Obres
- Amor i Psique  de Luci Appuleu (1905)
- Les Amors de Dafnis y Cloe de Longus (1905)
- Valter y Griselda. La Filla del rey d'Hongria. París y Viana traduccions de Bernat Metge (1905)
- Primer llibre d'exlibris d'en J. Triadó  (1906)
- Lo Somni de Bernat Metge (1907)
- Lo Carcer d'amor: novela del XVen segle composta per Diego de San Pedro y traduhida al català per Bernadí Vallmanya (1907)
- Les Faules d'Isop: text català y gravats reproduhits de dues edicions gòtiques del segle xvi (Barcelona, 1550? y 1576)  (1907)
- Faules Isòpiques de Aviano, Alfonso, Poggio y altres autors  (1908)
- Historia de Pierres de Provença y de la gentil Magalona : ara novament publicada segons les edicions de 1616 y 1650 (1908)
- Llibre del sabi y clarissim fabulador Isop (1908)
- Historia del noble y esforçat cavaller Pierres de Provença  (1908)
- Història de l'esforçat cavaller Partinobles : (Tarragona, 1588) (1908)
- Els Contes den Perrault (1909)
- Lo Fill del Senescal  (1909)
- Historia de Paris e Viana  (1909)
- Historia de Frondino y Brisona (1909)
- Jacob Xalabín (1909)
- La Filla de l'Emperador Constantí (1909)
- Tractat de Scipio y Anibal; seguit de la destrucció de Jerusalém  (1910)
- Somni de Francesc Alegre (1910)
- Rahonament entre Francesch Alegre y Sperança (1910)
- Pensament de Pere Joan Ferrer (1910)
- Despropiament d'amor de Ramon Llull (1910)
- La Imitació de Jesucrist  de Tomàs de Kempis (1911)
- Faula de les amors de Neptuno y Diana (1911)
- Cançoner satírich valenciá dels segles XV y XVI (1911)[7]
- Lo Carcer d'amor de Diego de San Pedro (1912)
- Estudi histórich y crítich sobre la antiga novela catalana pera servir d'introducció al novelari català dels segles XIV a XVIII (1912)
- Rondalla de rondalles de Carles Ros i Hebrera (1912)
- Rondaya de Rondayes de Tomàs Aguiló i Cortès ()
- Obres de J. Roiç de Corella de Joan Roís de Corella (1913)
- Llegendes de l'altra vida (1914)
- Llibre anomenat Vita Christi d'Isabel de Villena (1916)
- Novelari català dels segles XIV a XVIII : publicat en vistadels manuscrits y edicions primitives (1908-1916)
- Viatge al Purgatori de Sant Patrici de Ramon de Perellós (1917)
- Diàleg de la guerra (1917)
- La Novela d'un bibliòfil (1918)
- Les Confidències dén Joan Bonhome (1918)
- Diàlechs (1919)
- Els Cent aforismes del bibliòfil (1924)
- La Llegenda del llibreter assassí de Barcelona (1928)
- Spill o Libre de consells: poema satírich del segle XV de Jaume Roig

### El Anti-Noucentista
Va ser el creador de la revista d'un únic número titulada El Noucentista, publicat com una facècia el 28 de desembre de 1914 –Diada dels Sants Innocents amb la col·laboració gràfica de Joan Vila d'Ivori, que va signar ‘Vobis'. El Noucentista faria riota d'Eugeni d'Ors i de La ben plantada, a la qual va contraposar La ben vestida; de les pintures de Torres i García al Palau de la Generalitat; d'un imaginari quadre cubista atribuït al cèlebre artista italià Cav. P. I. Cazzo (per Picasso) i d'altres temes relatius a les noves formes culturals i artístiques que s'obrien pas a Catalunya. En conjunt, unes bromes més o menys enverinades, que van tenir gràcia però escassa transcendència i que, si més no, van ajudar a afermar la importància del Noucentisme a Catalunya.